# Montiferru
Montiferru és una regió històrica de Sardenya centre-occidental dins la província d'Oristany, que limita amb les subregions sardes de Planargia, Marghine i Campidano di Oristano. Té una extensió de 486,53 km². Comprèn els municipis de Bonarcado, Cuglieri, Narbolia, Paulilatino, Santu Lussurgiu, Scano di Montiferro, Seneghe i Sennariolo. Dona nom al massís volcànic homònim, la màxima alçària del qual és el Monte Urtigu (1050 m.).